# Shoegazing
Shoegazing (također poznat kao shoegaze, dream pop i noise pop) je stil alternativnog rocka koji je nastao u južnoj Engleskoj kasnih 1980-ih. Album Loveless grupe My Bloody Valentine, izdan 1991., uzima se kao album koji je definirao zvuk. To osporavaju neki umjetnici povezani sa shoegazing žanrom, povezujući početak s ritmičnijim bendovima kao što je Loop.
Najistaknutiji predstavnici žanra su, osim već navedenih My Bloody Valentine, još i Slowdive,  Cocteau Twins, Catherine Wheel, Ride, The Boo Radleys itd. Danas se javlja nova generacija glazbenika koji oživljavaju shoegaze zvuk, to su primjerice Jesu, The Radio Dept., Asobi Seksu, Serena Maneesh... 
Značajniji shoegaze albumi:
- My Bloody Valentine - Loveless, Isn't Anything
- Slowdive - Souvlaki, Pygmalion
- Cocteau Twins - Heaven or Las Vegas, Treasure
- Catherine Wheel - Ferment, Chrome
- Ride - Nowhere

## Vanjske poveznice
- Najstariji (1997) shoegazing fan site na internetu
- All Music Guide - Shoegaze  Arhivirana inačica izvorne stranice od 10. ožujka 2005. (Wayback Machine)
- Linkovi i forumi
- Zanimljiv članak o žanru